# Secrétariat d'État à l'Industrie (Espagne)
Le secrétariat d'État à l'Industrie d'Espagne (en espagnol : Secretaría de Estado de Industria) est le secrétariat d'État chargé de la politique en matière d'industrie entre 1991 et 2000 et depuis 2023.
Il relève du ministère de l'Industrie et du Tourisme.

## Missions

### Organisation
Le secrétariat d’État s'organise de la manière suivante : 
- Secrétariat d'État à l'Industrie (Secretaría de Estado de Industria) ;
  - Direction générale de la Stratégie industrielle et des Petites et moyennes entreprises ;
    - Sous-direction générale de la Stratégie et des Écosystèmes industriels ;
    - Sous-direction générale de la Qualité et de la Sécurité industrielle ;
    - Sous-direction générale de l'Entrepreneuriat et des Petites et moyennes entreprises ;
    - Sous-direction générale de l'Autonomie stratégique industrielle ;

  - Direction générale des Programmes industriels ;
    - Sous-direction générale de la Gestion et de l'Exécution des programmes industriels ;
    - Sous-direction générale du Suivi et du Contrôle des programmes industriels ;
    - Sous-direction générale de l'Évaluation des programmes ;
    - Sous-direction générale pour l'Impulsion des projets industriels ;

  - Commissaire spécial pour le PERTE agroalimentaire ;
    - Bureau technique du commissaire spécial ;

  - Commissaire spécial pour le PERTE de la décarbonation industrielle ;
    - Bureau technique du commissaire spécial.

## Titulaires
| Titulaire                                                 | Titulaire                  | Début      | Fin         | Parti | Ministre               |
| --------------------------------------------------------- | -------------------------- | ---------- | ----------- | ----- | ---------------------- |
|                                                           | Álvaro Espina Montero      | 08/04/1991 | 21/07/1993  | Sans  | José Claudio Aranzadi  |
|                                                           | Juan Ignacio Moltó García  | 21/07/1993 | 11/05/1996  | Sans  | Juan Manuel Eguiagaray |
| Sous-secrétariat à l'Industrie et à l'Énergie (1996-1998) |                            |            |             |       |                        |
|                                                           | José Manuel Serra Peris    | 30/09/1998 | 06/05/2000  | Sans  | Josep Piqué            |
| Secrétariat général de l'Industrie (2000-2023)            |                            |            |             |       |                        |
|                                                           | Rebeca Mariola Torró Soler | 06/12/2023 | 09/07/2025  | PSOE  | Jordi Hereu            |
|                                                           | Jordi García Brustenga     | 09/07/2025 | En fonction | PSOE  | Jordi Hereu            |
| Titres successifs : - Depuis 2023 : Industrie             |                            |            |             |       |                        |